# Parque Olímpico de Múnich

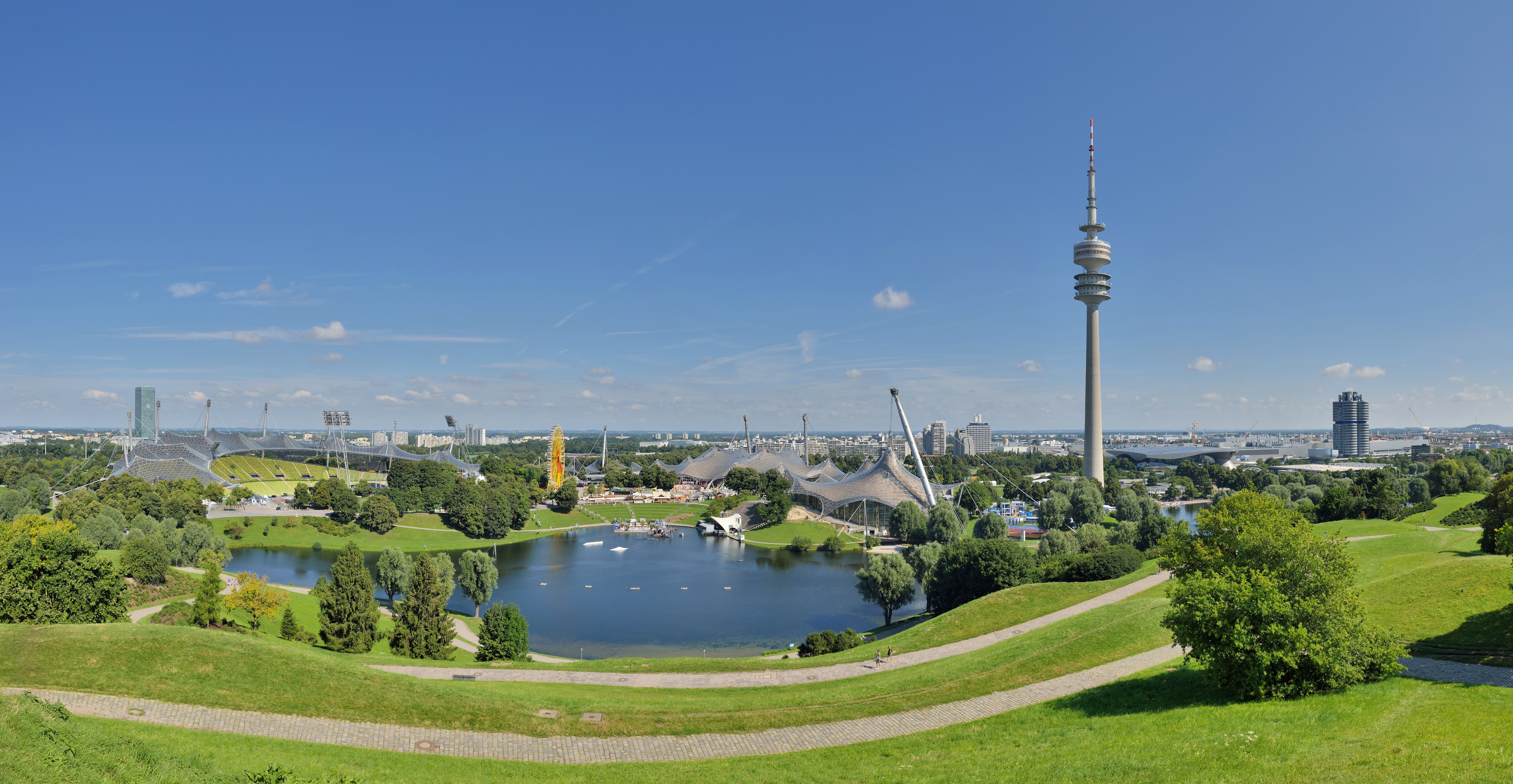
Parque olímpico de Munich (Olympiapark), que fue sede de los Juegos Olímpicos de 1972.

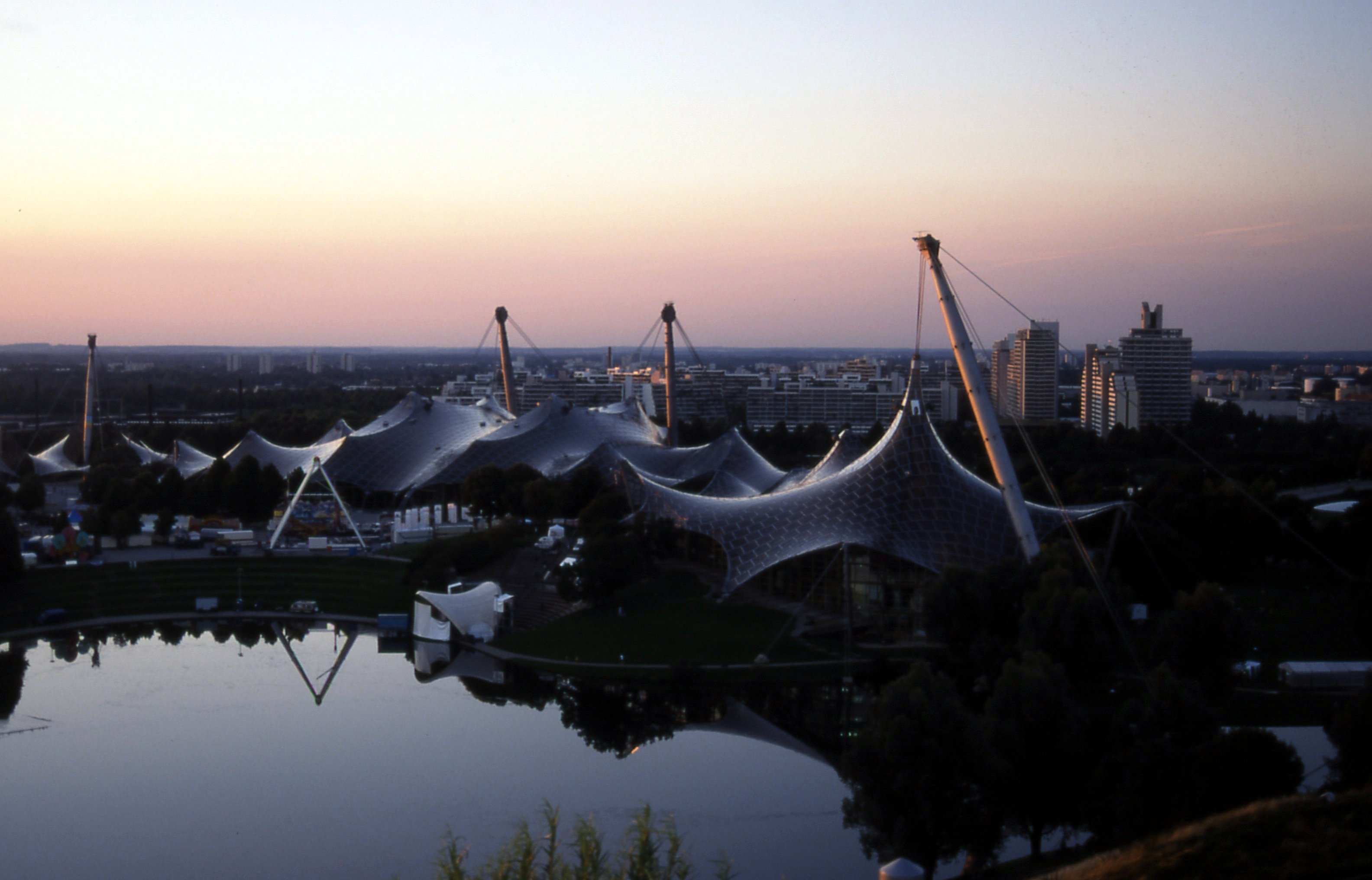
Características cubiertas flexibles de edificios y estadios del parque olímpico de Munich.

El parque olímpico de Munich u Olympiapark en la ciudad de Munich, Alemania, es un parque olímpico construido para los Juegos Olímpicos de verano de 1972. Se encuentra ubicado en el vecindario de  Oberwiesenfeld de Munich, el parque ha continuado siendo utilizado como sede de eventos culturales, sociales, y religiosos. El mismo incluye un carillón contemporáneo. El Parque es administrado por Olympiapark München GmbH, una empresa propiedad de la ciudad de Munich.

## Ubicación e infraestructura
Si bien el uso del término Olympiapark para designar toda la zona se ha impuesto como práctica semioficial, no existe nombre oficial para la zona en su conjunto. 
La zona abarca cuatro sectores distintos:
- Área Olímpica: incluye los edificios de deporte olímpicos tales como el Estadio Olímpico y el Hall Olímpico con la Torre Olímpica. En este sector también se encuentra el Centro Acuático y el Hall de Eventos Olímpicos.
- Villa Olímpica, consiste de dos villas, una para hombres y otra para mujeres.
- Centro de Prensa Olímpico, en la actualidad aloja el Shopping Center Olímpico. Este sector en realidad pertenece a la zona del distrito de "Moosach."
- Parque Olímpico:  Próximo al Área Olímpica al sur, este parque incluye la Montaña Olímpica y el Lago Olímpico.

El parque se encuentra ubicado en el borough Milbertshofen-Am Hart cerca de la sede central del Grupo BMW y el rascacielos "Uptown"  de O2. El Georg-Brauchle-Ring divide la zona en dos: la Villa Olímpica y el Centro de Prensa Olímpico al norte y el Área Olímpica y el Parque Olímpico al sur.

## Galería de imágenes

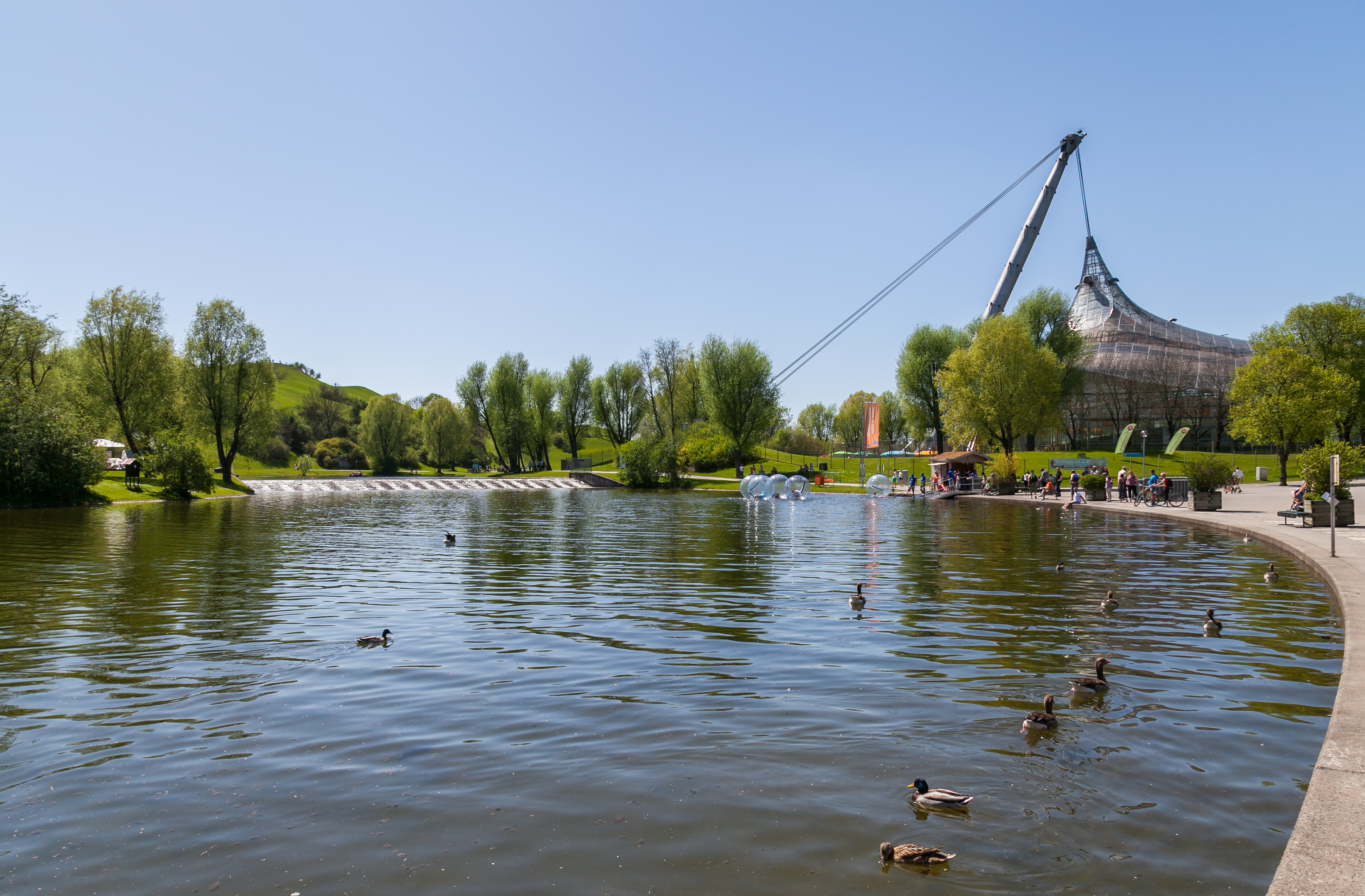
Estanque.
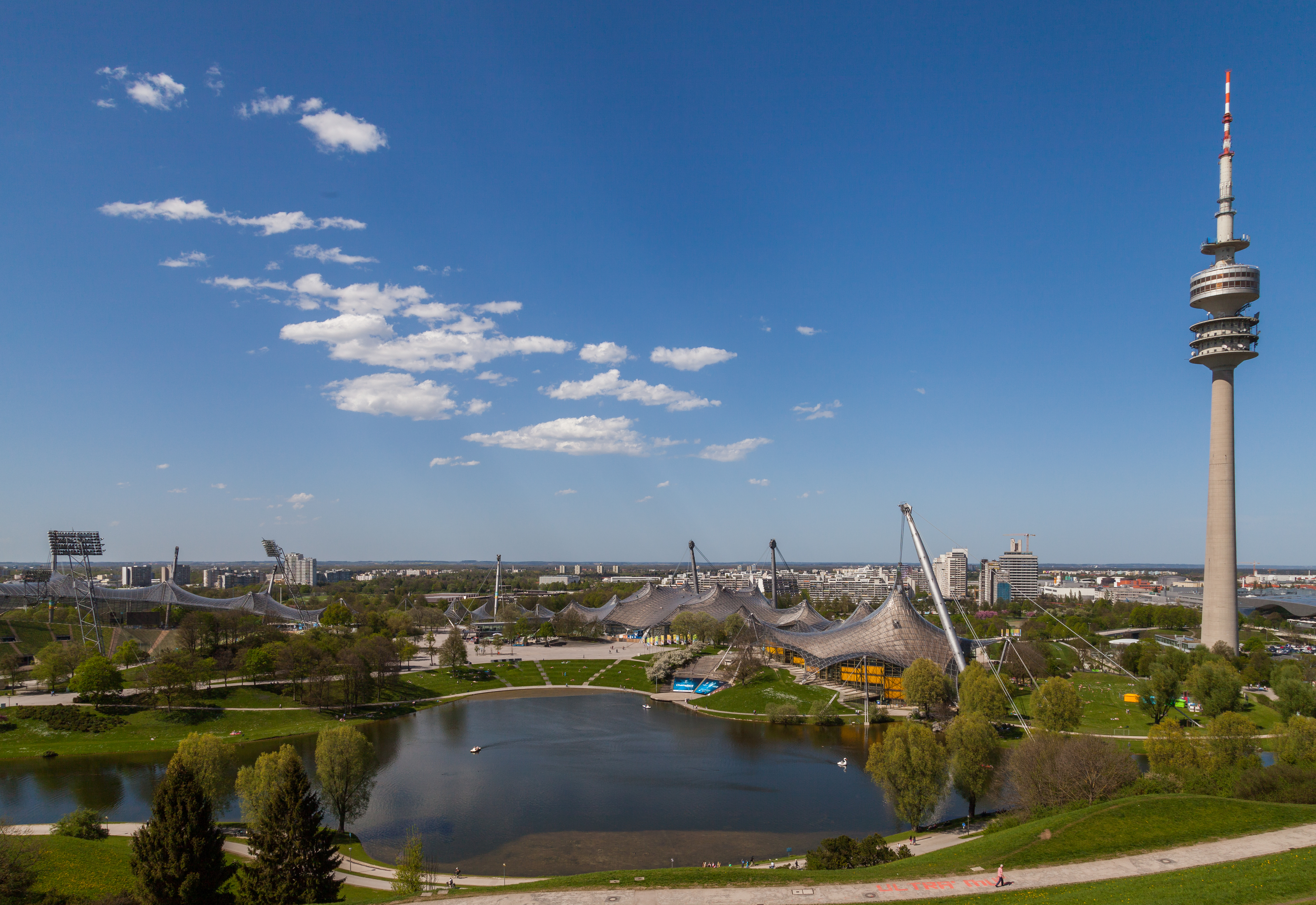
Vista general.
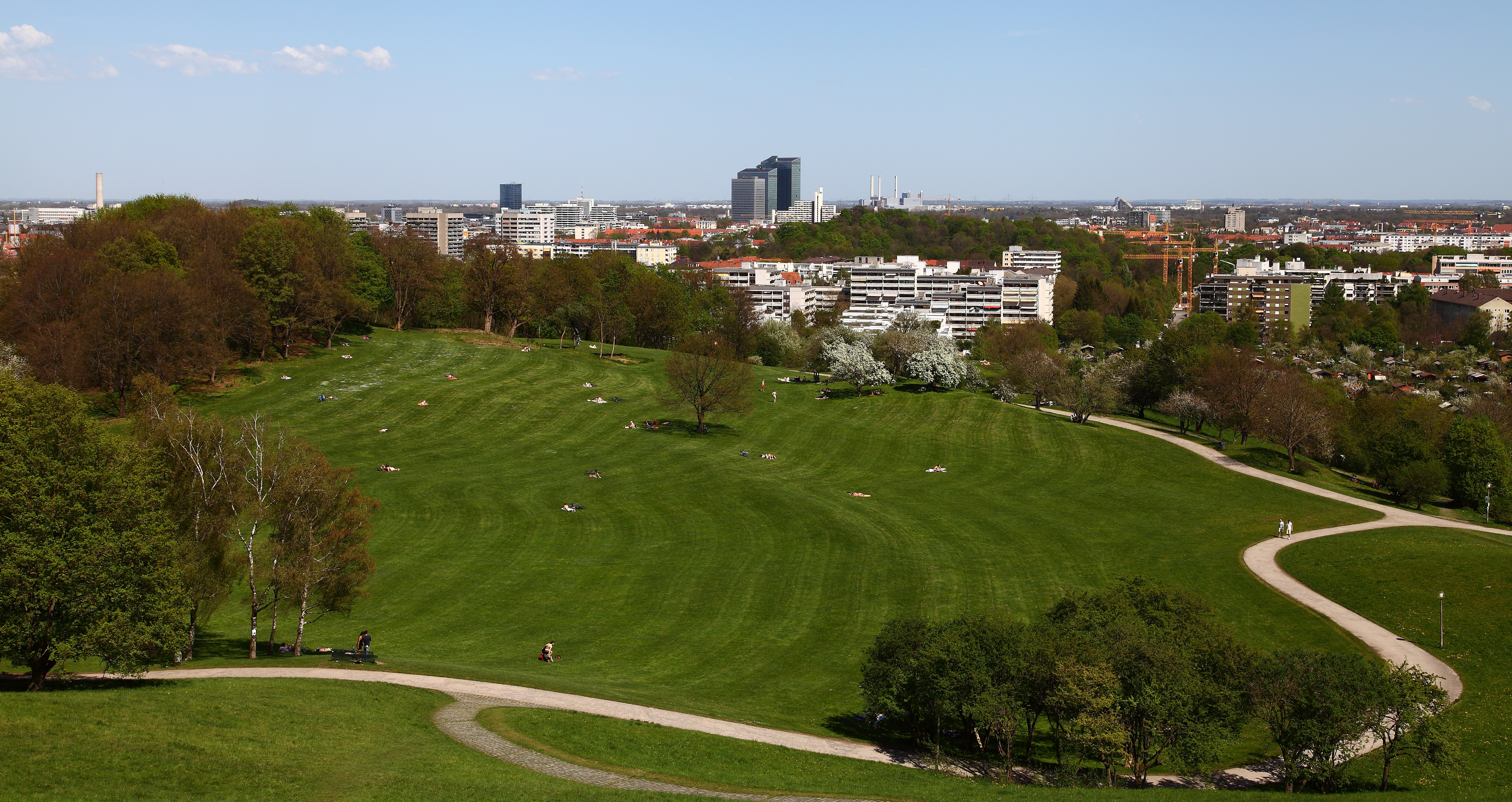
Parque.
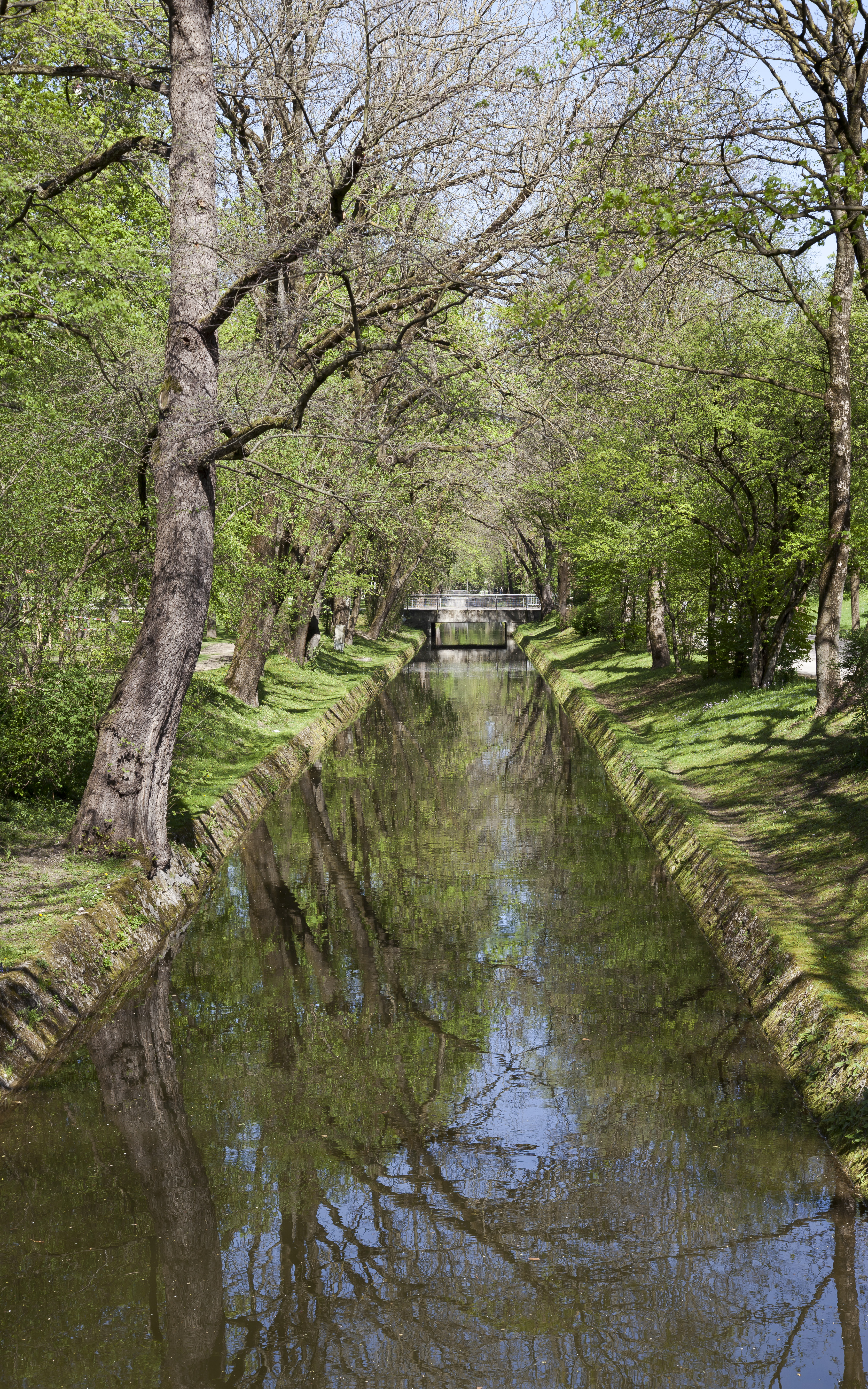
Canal.
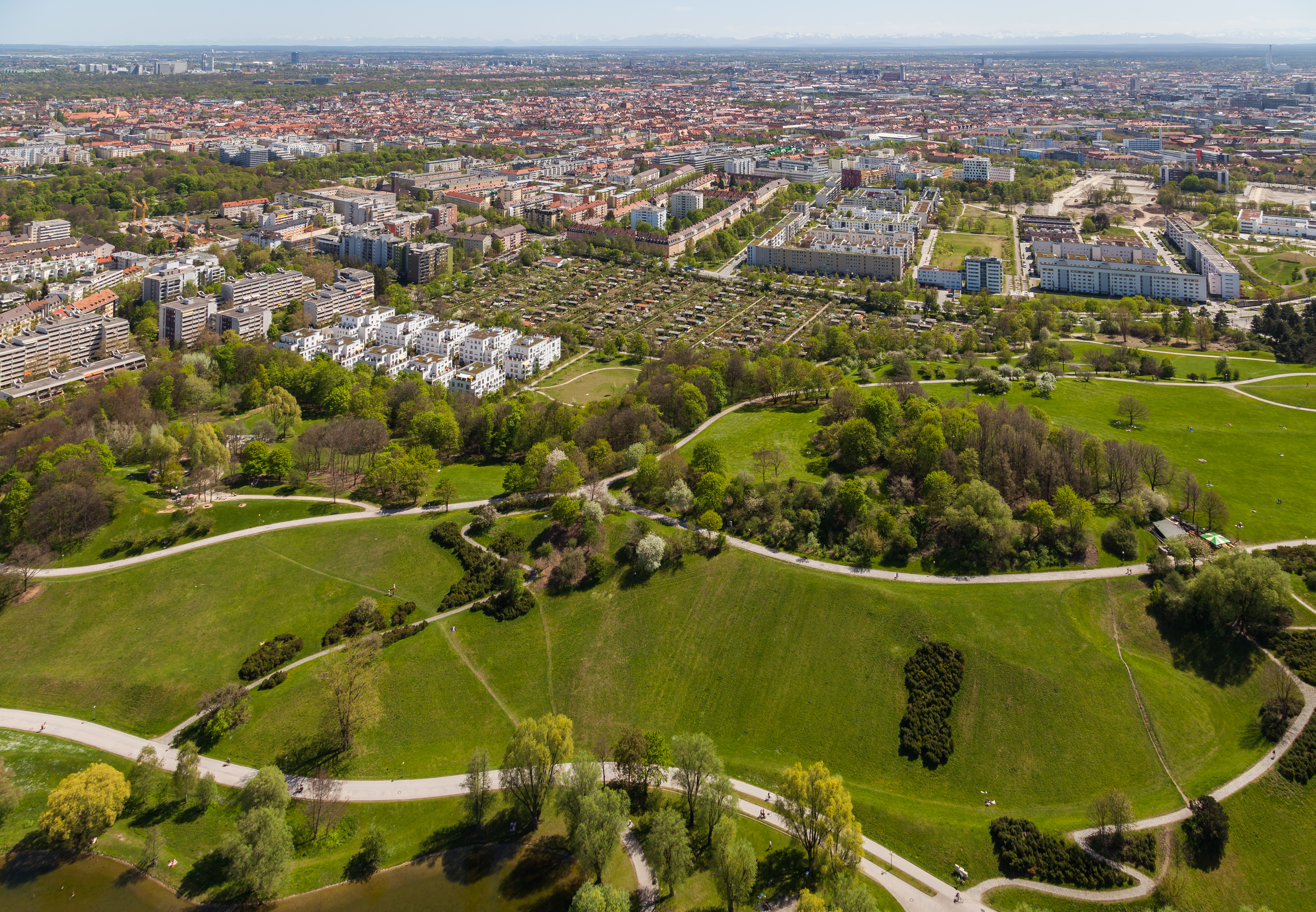
Vista aérea.